# Julienit
Julienit (auch Juliënit, nicht zu verwechseln mit Julianit, einem Synonym zu Tennantit) ist ein sehr selten vorkommendes Mineral aus der Mineralklasse der „Organischen Verbindungen“. Es kristallisiert im monoklinen Kristallsystem mit der chemischen Zusammensetzung Na2Co(SCN)4 • 8H2O und konnte bisher nur in Form blauer, durchscheinender Überkrustungen aus winzigen, nadeligen Kristallen auf Talkschiefer gefunden werden.

## Etymologie und Geschichte
Erstmals beschrieben wurde Julienit 1928 durch Alfred Schoep (1881–1966), der das Mineral nach seinem Entdecker Henri Julien († 1920), einem belgischen Wissenschaftler, benannte. Schoep hielt das Mineral irrtümlich für ein Cobalt-Analogon des Buttgenbachit. Spätere Untersuchungen wurden von de Sweemer 1932, Cuvelier 1933 sowie nochmals von Schoep und Billiet 1934 durchgeführt, aber die Analyse der Zusammensetzung durch Cuvelier und auch die von de Sweemer waren genauer.
Als Typlokalität für den Julienit gilt der Fundort Chamibumba (Shamitumba) bei Shinkolobwe in der kongolesischen Provinz Katanga.

## Klassifikation
In der mittlerweile veralteten, aber noch gebräuchlichen 8. Auflage der Systematik der Minerale nach Strunz gehört der Julienit zur Abteilung der „Salze organischer Säuren“, wo er zusammen mit Mellit Namensgeber der Mellit-Julienit-Gruppe mit den weiteren Mitgliedern Abelsonit, Calclacit, Dashkovait, Earlandit, Formicait, Hoganit, Kafehydrocyanit und Paceit ist.
Seit der 2001 überarbeiteten, neuen Systematik der Minerale nach Strunz (9. Auflage) ist diese Abteilung präziser unterteilt nach den der Formel zugrunde liegenden Salzen und das Mineral steht entsprechend in der Unterabteilung der „Cyanate“. Hier ist der Julienit einziges Mitglied der unbenannten Gruppe 10.AD.05.
Die im englischen Sprachraum gebräuchliche Systematik der Minerale nach Dana ordnet den Julienit ebenfalls in die Klasse der organischen Verbindungen ein, dort allerdings in die Abteilung der „Salze organischer Säuren (Mellitate, Citrate, Cyanate und Acetate)“, wo er einziges Mitglied der unbenannten Gruppe 50.02.03 ist.

## Kristallstruktur
Julienit kristallisiert monoklin in der Raumgruppe P21/n (Raumgruppen-Nr. 14, Stellung 2) mit den Gitterparametern a = 18,94 Å; b = 19,21 Å; c = 5,46 Å und β = 91,6° sowie 4 Formeleinheiten pro Elementarzelle.

## Eigenschaften
Julienit ist gut löslich in Wasser und färbt es rosa.

## Bildung und Fundorte
Über die genauen Bildungsbedingungen ist bisher nichts bekannt, da das Mineral bisher nur an seiner Typlokalität Shamitumba in Katanga nachgewiesen werden konnte.